# Бешенцево (Нижегородская область)
Бе́шенцево — деревня в составе городского округа город Нижний Новгород. 
Административно относится к Приокскому району города Нижнего Новгорода.

## История
В документах 1609 года встречаем два Бешенцева: Большое и Малое. Обе деревни в то время принадлежали одному владельцу.
Как поместье несколько раз давалась иностранцам за военную службу. В писцовой книге 1609 года отмечено, что в Бешенцеве хозяином был «новокрещенный служилый немчин Назар Григорьев, сын Соломонов». Затем, в 1632 году — иноземец Иван Берндт. В 1633 году Берндт обменял часть своих владений 8,25 четвертей (около 4,5 га) соседу Фёдору Семёнову сыну Мостинину, а тот завещал эту землю детям Семёну, Воину и Науму. Сыновья Фёдора Мостинина в 1660 году назвали этот небольшой участок пустошью «Бешенцева грива». Так на карте района появилось название, давшее начало новой деревне. Бешенцева грива, просуществовав до 1920-х годов, была переименована крестьянами в колхоз «Луч», под этим названием посёлок существует и поныне.

## Население
| 2002 | 2010 |
| ---- | ---- |
| 446  | ↗464 |

## Достопримечательности
Старообрядческий храм (моленная) Покрова Пресвятой Богородицы (Древлеправославная поморская церковь) 1906 года постройки.